# Vereinigte Staaten vs. Google LLC (2023)
Am 24. Januar 2023 hat das Justizministerium der Vereinigten Staaten (DOJ) ein Bundeskartellverfahren gegen Google eingeleitet. In der Klage wird Google vorgeworfen, den Markt für Werbetechnologien (Adtech) unter Verletzung der Abschnitte 1 und 2 des Sherman Antitrust Act von 1890 illegal zu monopolisieren.
Die Klage ist unabhängig von einem DOJ-Kartellverfahren, das 2020 eingeleitet wurde und in dem Google eine illegale Monopolisierung des Suchmaschinenmarktes vorgeworfen wird, siehe Vereinigte Staaten vs. Google LLC (2020).

## Verfahren
Die vor dem U.S. District Court for the Eastern District of Virginia eingereichte Klage zielt darauf ab, Google zu zwingen, wesentliche Teile des Adtech-Geschäfts zu veräußern und bestimmte Geschäftspraktiken einzustellen. Der Fall soll am 9. September 2024 vor einer Jury verhandelt werden.

## Weitere Verfahren
Siehe auch Vereinigte Staaten gegen Google.